# Tom e Lola
Tom e Lola (Tom et Lola) è una serie televisiva franco-belga di genere polizesco creata da Camille Couas e Sarah Farkas, prodotta da DEMD Productions, Be-FILMS e RTBF e trasmessa dal 2024 sulle emittenti La Une (Belgio) e France 3 (Francia).  Protagonisti della sono Pierre-Yves Bon e Dounia Coesens; altri interpreti principali sono Évelyne El Garby-Klaï, Élodie Varlet, Yassine Hitch e Grégoire Paturel.
Della serie è andata in onda una stagione, composta da 12 episodi, della durata di circa 50 minuti ciascuno. Il primo episodio è andato in onda in prima visione in Belgio il 21 settembre 2024 e in Francia il 1º ottobre 2024.
In Italia, la serie viene trasmessa in prima visione dal 16 dicembre 2024 sull'emittente televisiva Giallo.

## Trama
Tom Serino e Lola Briand sono due amici di lunga data e colleghi della polizia di  Tolone che indagano fianco a fianco per risolvere vari casi di omicidio. Entrambi separati, pur essendo colleghi solo sul lavoro, ma non nella vita, vivono sotto lo stesso tetto (nella casa di lei) assieme ai figli dopo la crisi del matrimonio di Tom con Cynthia.

## Episodi
| Stagione       | Episodi | Prima TV Belgio/Francia | Prima TV Italia |
| -------------- | ------- | ----------------------- | --------------- |
| Prima stagione | 12      | 2024                    | 2024            |

## Personaggi e interpreti
- Tom Serino, interpretato da Pierre-Yves Bon.
- Capitano Lola Briand, interpretata da Dounia Coesens.
- Comm. Suzanne Vadoyer , interpretata da Évelyne El Garby-Klaï.
- Dott.ssa Gaëlle Delaître, interpretata da Élodie Varlet. È il medico legale.
- Ten. Mehdi Belkacem, interpretato da Yassine Hitch.
- Ten. Jordan Lacombe, interpretato da Grégoire Paturel.
- Morgane, interpretata da Eva Lipmann. È la figlia adolescente di Lola.[2]
- Ludivine, interpretata da Leeloo Eyme. È la figlia adolescente di Tom.[2]
- Alexis, intrpretata da Gabin Visona. È il figlio più piccolo di Lola.[2]
- Guillaume, interpretato da Laurent Marion. È il procuratore generale.[2]
- Cynthia, interpretata da Blandine Papillon. È la moglie di Tom.[2]
- Baya, interpretata da Marie-Hélène Lentini. È la madre di Lola.[2]
- Anthony, interpretato da Jérémie Poppe.